# Parti politique ethnique
 (mai 2016).
Dans un certain nombre de pays, comme la Hongrie dans l'Union européenne, mais aussi la Chine et bien d'autres, la notion d'ethnie est constitutionnellement reconnue, et dans certains de ces pays (comme la Roumanie) les partis politiques ethniques sont autorisés en tant que partis spécifiquement voués à la défense des intérêts et à la représentation parlementaire d'un ou de plusieurs communauté(s) ethno-linguistique(s) ou -culturelle(s) par le biais de la participation aux élections. Ce sont des États dont la législation s'inspire à la fois du droit du sol, qui reconnaît officiellement des citoyens égaux en droit (tous les citoyens hongrois, roumains ou chinois), et du droit du sang, qui reconnaît officiellement ces citoyens comme membres de telle ou telle ethnie (nemzetiség en Hongrie, naţionalitate en Roumanie, xiǎozǔ mínzú en Chine, parfois traduit en français par le mot « nationalité » avec un sens différent de « citoyenneté », sens réservé à la description de la situation juridique de ces pays, et qui ne vaut pas pour la France, où « nationalité » et « citoyenneté » se confondent).
Dans les pays qui n'autorisent pas les partis politiques ethniques, des mouvements ethnorégionalistes peuvent également exister, mais, n'ayant pas d'assise légale pour se constituer en partis officiellement réservés aux membres d'une communauté, ils doivent prendre d'autres formes, comme celles d'associations culturelles ou de partis politiques ouverts, légalement, à tous.

## Définitions
En Amérique latine :

« Le parti ethnique est défini ici comme une organisation autorisée à concourir à des élections locales ou nationales; la majorité de sa direction s'auto-identifie comme appartenant à un groupe ethnique non dominant, et sa plate-forme électorale inclut des exigences et des programmes d'une nature ethnique ou culturelle,. »

En Inde :

« Un parti ethnique est un parti qui se représente ouvertement lui-même comme un défenseur de la cause d'une catégorie ethnique particulière ou d'un ensemble de catégories à l'exclusion d'autres et qui fait de cette représentation un point central de sa stratégie de mobilisation des électeurs. »

Voir aussi une comparaison entre différentes définitions des partis (ethno-)régionalistes et une discussion sur leur pertinence dans Maxmilián Strmiska, A Study on Conceptualisation of (Ethno)regional Parties, Central European Political Studies Review (Brno), Part 2-3, Volume IV, spring-summer 2002.

## Partis ethniques et mouvements ethnorégionalistes ou régionalistes
Il existe et il a existé une grande variété de mouvements politiques issus de communautés ethniques et/ou parlant en leur nom :
1. par le statut légal (du « parti politique ethnique » reconnu, au mouvement dit « séparatiste » clandestin et éventuellement armé, en passant par toute une gamme de situations intermédiaires : mouvements culturels et/ou politiques, dont les objectifs et les actions sont légaux ou illégaux, et ouvertement revendiqués ou non à des degrés divers) ;
2. par les objectifs (qui vont de l'indépendance d'un territoire par la guerre ou par l'autodétermination au nom d'une ou plusieurs minorités ethniques, linguistiques ou religieuses, à divers degrés d'autonomie locale, politique, économique ou simplement culturelle) ;
3. par les moyens employés (allant de la « dissidence culturelle » à la lutte armée en passant par l'« action civique », l'action non-violente définie par Mohandas Gandhi, l'organisation de manifestations ou d'attentats... ;
4. par l'évolution historique (certains ont disparu, d'autres se sont scindés en « branches politiques » légales et « branches armées » illégales, d'autres encore, ayant obtenu satisfaction, sont devenus les partis politiques et les organisations militaires ou de renseignement de l'état qu'ils ont créé.

Certains mouvements se réfèrent explicitement à un territoire donné, comme le Parti sarde d'action, l'Union du peuple corse, la Gauche républicaine de Catalogne, la Fédération révolutionnaire arménienne dans l'Empire ottoman, le Parti québécois, la Diète démocrate istrienne ou le parti de la nation occitane. D'autres ont pour ambition de représenter une minorité ethnique, linguistique ou religieuse présente sur tout le territoire d'un ou plusieurs États souverains ou entités subétatiques, comme les partis juifs des empires russe et austro-hongrois (Bund, Folkspartei, Agoudat Israel), ou comme le parti des Suédois de Finlande (Parti populaire suédois de Finlande).

## Options idéologiques
Tous ces partis ont été fondés à la fin du XIXe siècle ou dans la première décennie du XXe, dans le sillage de l'essor de l'ethnologie politique en Europe germanique et slave, avec les mouvements pangermanique et panslaviste, et d'autres mouvements, nationalistes à la droite de l'échiquier politique (où ils peuvent se teinter de racisme) et socialistes à la gauche de l'échiquier politique (où apparaît le concept d'« autonomie nationale-culturelle » des austromarxistes).

### Diversité politique
Les mouvements issus de communautés ethno-culturelles ont eu des orientations très diverses et parfois opposées, par exemple chez les Juifs polonais dans l'entre-deux-guerres, l'Agoudat Israel était à tendance religieuse ultra-orthodoxe, le Bund était laïc et marxiste, le Folkspartei était laïc et libéral.
Dans certains cas, un mouvement, devenant de facto « supra-idéologique », vise à fédérer, avec plus ou moins de succès, l'ensemble des représentants politiques d'un groupe ethnique : c'est le cas par exemple du Parti populaire suédois de Finlande en Finlande, du SSW (Danois et Frisons du Land allemand du Schleswig-Holstein), du Parti de l'Union pour les droits de l'homme en Albanie, de l’Union démocrate magyare de Roumanie, du Parti de la communauté hongroise en Slovaquie, de l'Action électorale polonaise de Lituanie, de l'Union océanienne puis de L'Éveil océanien des Wallisiens et Futuniens de Nouvelle-Calédonie aux élections respectives de 1989 et 2019, ou encore du Mouvement Muttahida Qaumi au Pakistan.
Le cas du parti Minorité allemande en Pologne montre a contrario qu'une désaffection de l'électorat "ethnique" peut se produire pour se reporter sur des partis non ethniques.

### Affiliations internationales
De nombreux partis de minorités adhèrent à des regroupements internationaux de partis:
- le Parti populaire suédois de Finlande des Suédois de Finlande et le Mouvement des droits et des libertés de la minorité turque de Bulgarie sont membres de l'Internationale libérale
- le Parti populaire sud-tyrolien des Allemands et Ladins du Trentin-Haut-Adige, l’Union démocrate magyare de Roumanie et le Parti de la communauté hongroise en Slovaquie sont membres du Parti populaire européen (démocrate-chrétien)
- le Parti social-démocrate et travailliste catholique d'Irlande du Nord est quant à lui membre de l'Internationale socialiste
- le Slovenska Skupnost et l'Enotna lista, partis slovènes des régions italienne du Frioul-Vénétie Julienne et autrichienne de Carinthie, font partie de l'Alliance libre européenne qui regroupe par ailleurs plutôt des partis autonomistes-territorialistes.

## Cartels électoraux
Des regroupements ou des accords électoraux se sont par exemple opérés dans la Pologne de l'entre-deux-guerres tant entre partis juifs qu'entre partis juifs et partis d'autres minorités, et même entre un parti ethnique et un parti-frère de même tendance idéologique, en l'occurrence le Bund juif et le Parti socialiste polonais aux municipales de 1939.
Ils ont également existé dans la Tchécoslovaquie de l'entre-deux-guerres où certains partis des minorités allemandes ("des Sudètes" ou "des Carpates") et des partis hongrois présentaient une liste "magyaro-allemande" aux élections législatives.
Le Rassemblement démocratique océanien (Wallisiens et Futuniens) en Nouvelle-Calédonie a ainsi adhéré à une des composantes du Front de libération nationale kanak et socialiste, ce qui lui permet de disposer d'un élu, alors qu'il ne passerait pas le seuil électoral de 5 % en se présentant seul.
Aux élections législatives de 2005 en Bulgarie, l'Union civique rom (elle-même un regroupement de 3 partis et 9 autres organisations) faisait partie de la liste "Coalition pour la Bulgarie", formée autour du Parti socialiste bulgare, alors qu'une liste Euroroma se présentait seule.

## Exemption du seuil électoral pour les partis des minorités ethniques
En République fédérale d'Allemagne, le seuil électoral minimum de 5 % fut adopté dans les années 1950 pour éliminer de la scène politique un parti ethnique, le Bloc des réfugiés (GB/BHE), qui visait à représenter dans le système politique allemand les millions de réfugiés, de déplacés et d'expulsés allemands en provenance des territoires passés sous le contrôle soviétique. Par contre, les Länder du Schleswig-Holstein et du Brandebourg ont introduit une exception pour les partis représentant une minorité ethnique reconnue, les Danois et les Frisons dans le premier cas (le bénéficiaire en étant la Fédération des électeurs du Schleswig du Sud), les Sorabes dans le second, où le Parti populaire sorabe a été mis sur pied afin d'en bénéficier.
Ce système a été adopté, avec des variantes, dans certaines nouvelles démocraties d'Europe, en Pologne, en Roumanie et en Serbie. Une autre technique institutionnelle mise sur pied avec le même objectif est la création de sièges réservés.

## Les partis diasporiques
Une sous-catégorie des partis de minorités est celle des partis qui n'existent que dans la sphère politique interne de minorités en diaspora. Le cas le plus évident est celui des sections à l'étranger de partis politiques nationaux (Democrats Abroad, le Brussels & Europe Liberal Democrats, la Fédération des Français de l'étranger du PS, le Likoud-France etc.), mais il en existe d'autres qui concourent par exemple aux élections organisées pour les assemblées diasporiques.
Les partis français ne participent pas en tant que tels aux élections de l'Assemblée des Français de l'étranger (ex-Conseil supérieur des Français de l'étranger), mais par le biais d'associations politiques comme l'Union des Français de l'étranger (droite) ou l'Association démocratique des Français de l'étranger (gauche).
Il en va plus ou moins de même pour les élections des Comitati degli Italiani all'Estero, Comités des Italiens à l'étranger, ou des Conseils des résidents espagnols.
Pendant la période d'occupation soviétique en Arménie orientale, les partis arméniens Fédération révolutionnaire arménienne, Parti social-démocrate Hentchak et Parti libéral démocrate arménien eurent ainsi ce statut de partis diasporiques, pouvant parfois accéder à des sièges parlementaires réservés pour la communauté arménienne, au Liban et en Syrie par exemple, ou au moins à des sièges dans des conseils d'arrondissement ou municipaux, à Marseille par exemple où le parti-frère du Fédération révolutionnaire arménienne, la SFIO de Gaston Defferre, réservait une place éligible aux socialistes arméniens en échange d'un soutien à ses propres listes.